# Die leisen und die großen Töne
Die leisen und die großen Töne (Originaltitel En fanfare, internationaler englischsprachiger Titel The Marching Band) ist eine Filmkomödie von Emmanuel Courcol. In dem Film spielen Benjamin Lavernhe und Pierre Lottin Brüder, die sich erst als Erwachsene kennenlernen, weil sie bei verschiedenen Adoptiveltern aufwuchsen. Der Film feierte im Mai 2024 bei den Internationalen Filmfestspielen in Cannes seine Premiere. Ende November 2024 kam er in die französischen und Ende Dezember 2024 in die deutschen Kinos.

## Handlung
Thibaut Desormeaux ist ein berühmter Dirigent, der auf der ganzen Welt arbeitet. In der Mitte seines Lebens wird bei ihm nach einem Schwächeanfall während einer Probe Leukämie diagnostiziert. Er braucht deswegen einen Knochenmarkspender. Da bekanntlich Geschwister als optimale Knochenmarkspender in Frage kommen, hofft er, dass seine Schwester ihn rettet. Doch nach der Untersuchung kommt es heraus, dass seine Schwester nicht seine Schwester ist. So erfährt er, dass er adoptiert wurde und einen jüngeren Bruder hat, Jimmy Lecocq. 
Er besucht ihn in der nordfranzösischen Provinz, mit der Hoffnung, dass dieser sein Knochenmark für ihn spendet. Sein Bruder arbeitet dort in einer Kantine. Dieser will zunächst nichts davon wissen und sagt „Ich habe keinen Bruder, ich habe damit nichts zu tun“. Doch nach der Fürsprache seiner Mutter, die nicht seine leibliche Mutter ist, muss er erkennen, dass auch er adoptiert wurde und er lässt sich auf die Spende ein. Die beiden Brüder könnten unterschiedlicher nicht sein. Jedoch ist auch Jimmy musikalisch und spielt Posaune in der Blaskapelle der Arbeiterstadt. Thibaut ist vom musikalischen Talent seines Bruders beeindruckt und will ihm helfen, dieses zu entfalten, um seinem Herzen folgen zu können. Er soll mit dem kleinen Orchester einen nationalen Wettbewerb gewinnen.

## Produktion

### Filmstab, Besetzung und Synchronisation
Regie führte Emmanuel Courcol, der gemeinsam mit Irène Muscari auch das Drehbuch schrieb. Es handelt sich bei Die leisen und die großen Töne nach Ceasefire von 2016, Ein Triumph von 2020 und dem Fernsehfilm Boxer les mots von 2022 um Courcols vierten Spielfilm.
Benjamin Lavernhe und Pierre Lottin spielen die von unterschiedlichen Eltern adoptierten Brüder Thibaut Desormeaux und Jimmy Lecocq. Lavernhe ist Schlagzeuger und Gitarrist und hat zu Hause ein Klavier. Er wurde in Vorbereitung auf seine Rolle mehrere Monate lang von dem Dirigenten Antoine Dutaillis gecoacht. Lottin spielt Klavier auf einem sehr hohen Niveau. Für den Film nahm er mehrere Monate lang Posaunenunterricht bei Estelle Wolf, die selbst in einer Blaskapelle spielt. Sarah Suco, die Sabrina, ein Mitglied der Kapelle und eine Freundin Jimmys spielt, ist ebenfalls Musikerin und spielt Akkordeon. Sie wurde von Wolf im Trompetenspiel unterrichtet. Mathilde Courcol-Rozès, die Rose spielt, war wie auch Lottin bereits in Courcols Film Ein Triumph zu sehen.
Die deutsche Synchronisation entstand nach der Dialogregie von Mario von Jascheroff im Auftrag der K13 Studios Berlin GmbH. Arne Stephan leiht in der deutschen Fassung Lottin in der Rolle von Jimmy Lecocq seine Stimme und Alexander Doering Lavernhe in der Rolle von Thibaut Desormeaux.

### Dreharbeiten und Filmmusik
Die Dreharbeiten fanden von Mitte März bis Anfang Mai 2023 in der Gemeinde Lallaing in der nordfranzösischen Region Hauts-de-France statt. Für diese arbeitete der Regisseur mit der Blaskapelle der Gemeinde
Walincourt-Selvigny zusammen. Als Kameramann fungierte Maxence Lemonnier.
Die Filmmusik komponierte Michel Petrossian. Anfang Dezember 2024 wurde von Plaza Mayor Company das Soundtrack-Album veröffentlicht. Der Film verwendet zudem den Song Emmenez-moi von Charles Aznavour.

### Marketing und Veröffentlichung
Die Premiere des Films fand am 19. Mai 2024 bei den Internationalen Filmfestspielen in Cannes statt, wo er in der Reihe Cannes Premières gezeigt wurde. Zu dieser Zeit wurde auch ein erster Clip vorgestellt. Im August 2024 wurde er beim Norwegischen Filmfestival in Haugesund vorgestellt und hiernach beim Angoulême Francophone Film Festival. Ab Ende September 2024 wurde er beim San Sebastian International Film Festival und beim Festival du Film Francophone de Namur gezeigt. Der erste Trailer wurde im Oktober 2024 vorgestellt. Der Kinostart in Frankreich war am 27. November 2024. Am 26. Dezember 2024 kam Die leisen und die großen Töne in die deutschen und die Deutschschweizer Kinos. Im Januar 2025 wird der Film beim Göteborg International Film Festival vorgestellt.

## Rezeption

### Kritiken und Einspielergebnis
Von den bei Rotten Tomatoes aufgeführten Kritiken sind 94 Prozent positiv.
Gaby Sikorski, Filmkorrespondentin der Gilde deutscher Filmkunsttheater, schreibt in ihrer Kritik, Regisseur Emmanuel Courcol halte immer die Balance und vermeide nicht nur die klischeehafte Verbrüderung von Thibaut und Jimmy, sondern auch das eindeutige Sozialdrama, das Krankheitsmelodram oder die musikalische Wettbewerbskomödie. All das tauche in Ansätzen auf, werde aber immer wieder aufs Hübscheste gebrochen. Der Film habe viele Wohlfühlmomente, sei aber dennoch kein Kuschelkino, bleibe witzig und unpathetisch.
Kritikerin Antonia Goldhammer fragt bei BR-Klassik zu den getrennten Brüdern: Was wäre gewesen, wenn die zwei die gleichen Chancen gehabt hätten? und stellt dann fest: Der Konflikt entfaltet keine glaubwürdige Tragik, er wird dem Thema am Ende eigentlich nicht gerecht. Denn in Emmanuel Courcols Films geht es zu glatt weiter, die beiden Lebenswelten verbindet hier viel mehr als sie trennt.
SRF-Rezensentin Brigitte Häring resümierte: «En fanfare» ist ein intelligenter und herzerwärmender Film, der davon erzählt, wie Musik Menschen verbinden kann – egal auf welchem Niveau sie gespielt ist. Musik ist – eben – Harmonie.
In Deutschland verzeichnet der Film 228.509 Kinobesucher.

### Auszeichnungen
César 2025
- Nominierung als Bester Film
- Nominierung für das Beste Originaldrehbuch (Emmanuel Courcol und Irène Muscari)
- Nominierung als Bester Hauptdarsteller (Benjamin Lavernhe)
- Nominierung als Beste Nebendarstellerin (Sarah Suco)
- Nominierung als Bester Nachwuchsdarsteller (Pierre Lottin)
- Nominierung für den Besten Schnitt (Guerric Catala)
- Nominierung für den Besten Ton (Pascal Armant, Sandy Notarianni und Niels Barletta)

Fünf Seen Filmfestival 2024
- Auszeichnung mit dem Publikumspreis (Emmanuel Courcol)

San Sebastian International Film Festival 2024
- Auszeichnung mit dem Publikumspreis (Emmanuel Courcol)[11]